# Rick Renzi
Richard George „Rick” Renzi (ur. 11 czerwca 1958) – amerykański polityk, członek Partii Republikańskiej. W latach 2003–2009 był przedstawicielem pierwszego okręgu wyborczego w stanie Arizona do Izby Reprezentantów Stanów Zjednoczonych.